# Mini Moke
Zawartość tej strony może naruszać prawa autorskie.
Tekst źródłowy prawdopodobnie pochodzi z:
1. Nie usuwaj tego szablonu. Zostanie on usunięty, jeżeli prawa autorskie tego artykułu zostaną wyjaśnione.
2. Jeżeli potrafisz, napisz artykuł tak, aby nie naruszał praw autorskich.
3. Jeżeli masz prawa autorskie do tej treści lub masz zgodę na publikację zgodną z naszą licencją, prosimy, napisz o tym na stronie dyskusji tego artykułu i na stronie Wikipedia:Lista NPA oraz zastosuj procedurę zamieszczania haseł wcześniej opublikowanych.
4. Artykuł zostanie usunięty, jeżeli status praw autorskich do zawartych w nim treści nie zostanie wyjaśniony.

Powielanie materiałów chronionych prawami autorskimi – bez zezwolenia właściciela tych praw – jest pogwałceniem obowiązującego prawa, jest też sprzeczne z ustaleniami Wikipedii. Osobom, które regularnie wstawiają takie materiały, może zostać odebrane uprawnienie edytowania Wikipedii.
Mini Moke – mały plażowo-rekreacyjny samochód typu buggy, którego projekt został opracowany przez pracownika przedsiębiorstwa British Motor Corporation (powstałego z połączenia Austin Motor Company i Nuffield Organisation),  Aleca Issigonisa w roku 1962.
Do napędu samochodu używano silnika produkcji BMC pojemności 0,8 litra (34 KM przy 5500 obr./min.). Moment obrotowy przenoszony był na oś przednią przez 4-biegową manualną skrzynię biegów.

## Historia
W latach 60. XX wieku, w Anglii nastała moda na Mini. BMC, nakręcona kontraktem Citroëna 2CV, wykorzystywanego przez wojsko do celów zwiadowczych, a także mająca nadzieję na większe zamówienia armii, postanowiła opracować kilka nowych modeli samochodów. Niewielka masa Mini umożliwiała jazdę niemal wszędzie, jednakże szybko zorientowano się, że prototyp ma wiele wad, m.in. małe koła i zbyt mały prześwit. W 1962 roku Alec Issigonis zmniejszył rozstaw osi, zmienił zawieszenie i zwiększył prześwit. Okazało się to jednak zbyt późnym posunięciem, i pojazd o nazwie Moke nigdy nie został wyprodukowany, bowiem zakłady montażowe nie chciały się podjąć jego produkcji. Issogonis opracował więc prototyp Twin Moke, o dwóch silnikach - jednym napędzającym koła przednie, drugim, napędzającym koła tylne. Skoordynowanie ich pracy okazało się jednak trudne, więc dyrekcja firmy odrzuciła ten projekt. Jedyną alternatywą było wypuszczenie na rynek pojazdu Mini Moke, jako pojazdu rekreacyjnego. 
Samonośna karoseria Mini Moke'a bez drzwi mieści cztery osoby, koła zawieszone są niezależnie na gumowych stożkach i wahaczach. Ma też nieco inne podwozie niż Mini. Z przodu zamocowano poprzecznie silnik BMC A-Series 0,8 l (34 KM przy 5500 obr./min.) z czterostopniową skrzynią biegów bez synchronizacji. Napędzane były koła przednie.
W 1968 roku zamknięto zakład w Longbridge, montaż przeniesiono do Australii, a kilka lat później do Portugalii.
Model Moke, który „wrócił do łask” we wczesnych latach 80. XX wieku, produkowany był we Włoszech, Południowej Afryce, Hiszpanii oraz w Niemczech (tutaj model zupełnie odmieniony). W Portugalii produkcję zakończono dopiero w 1993 roku.
W sumie w latach 1964–1968 w Wielkiej Brytanii wyprodukowano 14 518 egzemplarzy Mini Moke.